# Werner Quenstedt
Werner Quenstedt (né le 1er janvier 1893 à Munich et mort le 25 octobre 1960) est un paléontologue et géologue allemand.

## Biographie
Quenstedt est le petit-fils du célèbre paléontologue Friedrich August Quenstedt, dont il écrit la biographie. Après avoir obtenu son diplôme d'études secondaires en 1911 au lycée Guillaume de Munich (de), il étudie d'abord la médecine, mais aussi la géologie et la paléontologie (avec Ferdinand Broili et August Rothpletz (de)) à Munich. Pendant la Première Guerre mondiale, il se porte volontaire et est actif à la fois dans le service médical (plus récemment en tant que médecin militaire en France) et en tant que géologue de terrain. Après la guerre, il termine ses études de médecine à Munich avec une licence pour pratiquer la médecine, mais se tourne vers la paléontologie et obtient son doctorat en 1922 avec Broili. Il est ensuite assistant à Königsberg et à partir de 1923 chez Josef Felix Pompeckj à Berlin, chez qui il s'habilite en 1929. En 1935, il devient professeur extraordinaire et en 1939 professeur extraordinaire de paléontologie à Berlin. À la fin de la guerre, il est au Tyrol (Achenkirch) et obtient un poste d'enseignant à Innsbruck en 1946 et à Munich et Ratisbonne en 1950. Il meurt d'un accident vasculaire cérébral et est enterré à Munich (cimetière nord).
En 1925, il épouse Anne Maria Differing, qui est également une petite-fille de Friedrich August Quenstedt et qui collabore également avec lui à des publications. Avec elle, il publie le Fossilium catalogus sur les hominidés (1936) et un volume bio-bibliographique sur les paléontologues. Il est également l'éditeur du Fossilium catalogus de 1931 à 1960. Quenstedt est l'auteur d'une carte géologique 1:100.000 du lac Tegern. Il écrit des biographies de géologues et de paléontologues pour la Neue Deutsche Biographie et s'occupe de la géologie de la vallée de l'Ache (de) et, comme son grand-père, de la stratigraphie du Jura, mais contrairement à ce dernier, il inclut également le Jura en dehors de la Souabe, notamment le Jura alpin.

## Publications
- Die Anpassung an die grabende Lebensweise in der Geschichte der Solenomyiden und Nuculaceen. Geologische und Paläontologische Abhandlungen, Neue Folge, 18 (1), Jena 1930, S. 1–119.
- mit Anne Quenstedt, Kalman Lambrecht: Palaeontologi. Catalogus bio-bibliographicus, Fossilium Catalogus I, Animalia, pars 72, s´Gravenhage: W. Junk 1938, Neuauflage Arno Press, New York 1978.